# Adela Popescu
Adela Popescu (nume la naștere Adela Elena Popescu, n. 8 octombrie 1986, Șușani, județul Vâlcea, România) este o actriță și cântăreață româncă. A ajuns în atenția publicului larg prin intermediul telenovelei Numai Iubirea.

## Biografie
Adela Elena Popescu s-a născut la 8 octombrie 1986, în satul Șușani, județul Vâlcea, România.
La începutul carierei a avut o deosebit de mediatizată poveste de dragoste cu primul partener, actorul Dan Bordeianu.
În timp ce filma pentru serialul Lacrimi de iubire, și-a înregistrat și primul său album de muzică, la fel intitulat „Lacrimi de iubire”. Stilul abordat de Adela pe acest album este pop slow cu influențe dance și latino. Începând cu anul 2005 Adela este protagonista producțiilor românești Acasă, printre care cele mai importante, Lacrimi de iubire în 2005, Iubire ca în filme în 2006, Îngerașii în 2008 sau Aniela în 2009. În 2010 joacă primul rol antagonic în telenovela Iubire și Onoare iar din 2011 interpretează rolul unei profesoare în serialul muzical Pariu cu viața.
La sfârșitul anului 2011 s-a alăturat trupei DJ Project unde a înlocuit-o pe Giulia Anghelescu.
În 2016, Adela Popescu s-a alăturat personalităților Pro TV când a devenit noua prezentatoare a emisiunii de talk-show Vorbește lumea, alături de Gabriel Coveșeanu. În 2021 a născut un băiat. În această pauză a fost înlocuită de Lora.

## Viața personală
Adela și Dan Bordeianu s-au cunoscut pe platourile de filmare ale serialului Numai Iubirea de la Acasă TV în 2004. Ea avea 18 ani, el 30, dar diferența de vârstă nu a fost un impediment. Între ea și Dan, iubitul din telenovelă, s-a înfiripat o poveste de dragoste și în realitate. Logodna personajelor Dan – Adela, de exemplu, a fost reală, pentru că era dublată de logodna actorilor”, a dezvăluit scenaristul. Așadar, scena cu preoții și cu jurămintele făcute de personajele din „Numai iubirea” nu a fost altceva decât înregistrarea unui moment care s-a desfășurat în realitate. Logodna Adelei cu Dan a rămas, însă, cunoscută doar amicilor foarte apropiați.  Au avut o relație timp de 3 ani, s-au despărțit în primăvara anului 2007.
Adela și Radu Vâlcan s-au cunoscut pe platourile de filmare Iubire și Onoare în 2010 și Adela Popescu și Radu Vâlcan se căsătoresc după cinci ani de relație.
În 2015, Adela s-a căsătorit cu actorul Radu Vâlcan. După căsătorie, Adela și-a schimbat numele în Adela Elena Vâlcan. În 2016 li s-a născut primul copil, un băiat pe care l-au numit Alexandru. În decembrie 2018 li s-a născut cel de-al doilea copil, Andrei. În iulie 2021 li s-a născut cel de-al treilea băiat.

## Filmografie
| An        | Titlu              | Rol                | Note            |
| --------- | ------------------ | ------------------ | --------------- |
| 2004-2005 | Numai iubirea      | Alina Damaschin    | co-protagonistă |
| 2005-2006 | Lacrimi de iubire  | Alexandra Mateescu | protagonistă    |
| 2006-2007 | Iubire ca în filme | Ioana Ionescu      | protagonistă    |
| 2007-2008 | Războiul sexelor   | Patricia           | rol episodic    |
| 2008-2009 | Îngerașii          | Lia Damian         | protagonistă    |
| 2009      | Weekend cu mama    | Cristina           | protagonistă    |
| 2009-2010 | Aniela             | Aniela Elefterios  | protagonistă    |
| 2010-2011 | Iubire și Onoare   | Carmen Florescu    | antagonistă     |
| 2011-2013 | Pariu cu viața     | Raluca Dumitrescu  | protagonistă    |
| 2014      | O nouă viață       | Raluca Dumitrescu  | protagonistă    |

- 2017 - My Little Pony - Filmul - Fluttershy (dialog română) [13]

## Discografie
- 2005 – Lacrimi de iubire
- 2006 – Iubire ca în filme
- 2008 – Răspunsul meu
- 2012 – Bun rămas
- 2013 – Vraja ta
- 2013 – Fără tine
- 2014 – Suflet vândut
- 2015 – Curaj
- 2022 – Fără Tine cu Keo